# رقب (بعدان)

تعديل مصدري - تعديل

رقب هي إحدى قرى عزلة الحرث بمديرية بعدان التابعة لمحافظة إب، بلغ تعداد سكانها 497 نسمة حسب تعداد اليمن لعام 2004.